# Morral Desplegat
El Morral Desplegat és una muntanya de 1.013 metres que es troba entre el municipi de la Sénia, a la comarca catalana del Montsià i el de la Pobla de Benifassà a la dels Ports.